# Álex Fernández Iglesias
Alejandro Fernández Iglesias (Alcalá de Henares, Madrid, 15 de octubre de 1992), conocido como Álex Fernández, es un futbolista español. Juega de centrocampista y su equipo es el Cádiz C. F. de la Segunda División de España. Es hermano del también futbolista Nacho Fernández, exjugador del Real Madrid.
En la temporada 2011-12 se proclamó campeón de la 2.ª División "B" y consiguió el ascenso a 2.ª División, tras imponerse a Cádiz C. F. y CD Mirandés en las eliminatorias de play-off por el ascenso y el título.
Integrante de las categorías inferiores de la selección española, se proclamó campeón de Europa Sub-19 en el Europeo de 2011 de Rumanía, siendo elegido por la UEFA como el Balón de Oro del campeonato.
Actualmente milita en las filas del Cádiz C. F..

## Trayectoria

### Categorías inferiores
Álex entró a formar parte de las categorías inferiores del Real Madrid a los 11 años, procedente de la Real Sociedad Deportiva Alcalá. En 2010, hizo algunas apariciones en el Castilla C.F. en la Segunda División "B".
Álex debutó con el Real Madrid Castilla en el primer partido de Liga el 29 de agosto de 2010, jugando 87 minutos en la victoria en casa por 3–2 frente al Coruxo FC gallego. El 3 de octubre, apenas dos semanas antes de su cumpleaños, anotó su primer gol con el equipo que ayudaría en la victoria frente al Cerro Reyes, finalizando su primera temporada con 30 partidos y dos goles, convirtiéndose en un fijo del equipo que terminaría en tercer lugar y se clasificaría para jugar la promoción de ascenso a Segunda División después de cuatro años en 2.ª B. En ella, el equipo sería eliminado por el C. D. Alcoyano, tras perder por 0-2 en el Estadio Santiago Bernabéu y empatar a 2 goles en el partido de vuelta disputado en Alcoy.
La temporada siguiente, consigue el campeonato del Grupo I de la Segunda División "B" de 2012 lo que les otorgó el derecho a jugar la fase de ascenso de campeones. En ella el filial conseguiría regresar a la Segunda División después de 5 años tras derrotar al Cádiz C. F. por un resultado global de 8-1. En la ida el equipo blanco logró una victoria de 0-3, que se completó en el partido de vuelta en el Estadio Alfredo Di Stéfano con otra victoria por 5-1. Días más tarde, vencería por 6-0, también en el global, al C. D. Mirandés y logrando el ascenso a la 2.ª División.

### Real Madrid C. F.
En julio de 2010, fue llamado por el entrenador del primer equipo José Mourinho para realizar la pretemporada por los Estados Unidos, donde hizo su debut con el primer equipo en un amistoso jugado el 5 de agosto frente al Club América de México consiguiendo una victoria por 3 goles a 2. En aquel partido su hermano Nacho Fernández, también jugador del equipo filial, debutaría junto a él.
El 6 de marzo de 2011, coincidiendo con el 109.º aniversario del club, Álex debutó en Primera División con el primer equipo, jugando los últimos minutos de partido en la victoria por 3–1 frente al Racing de Santander.
Su siguiente aparición con el primer equipo sería en la temporada 2012-13 en la eliminatoria de Copa del Rey 2012-13 frente al Club Deportivo Alcoyano que se disputó el 31 de octubre de 2012. En ese mismo partido debutó como titular con el Real Madrid C. F. en competición oficial, al igual que su hermano Nacho Fernández, disputando 45 minutos del encuentro antes de ser sustituido por su compañero en el equipo filial José Rodríguez. El partido supondría una gran noche para la cantera del club que finalizaría por 1-4.
Tras no llegarse a un acuerdo en su renovación, el club le ofreció la carta de libertad recalando así en el Real Club Deportivo Espanyol.

### R. C. D. Espanyol
El jugador firmó con los espanyolistas por cuatro temporadas, reservándose el club madrileño una opción de recompra al igual que suele hacer con el resto de sus canteranos.

### HNK Rijeka
Alex decidió irse  cedido al HNK Rijeka de Croacia por referencia de Luka Modrić con el que había coincidido en el Real Madrid realizando la pretemporada  donde pudo anotar 2 goles 2014-15 y llegando a ser titular.

### Reading Football Club
En la temporada 2015-16 se marcha cedido por el Real Club Deportivo Espanyol al Reading Football Club, en la primera división inglesa.
Jugó 22 partidos con el club inglés.

### Elche Club de Fútbol
En la temporada 2016-17 se desvincula del equipo catalán y firma por el Elche Club de Fútbol, equipo que desciende esa temporada a Segunda.

### Cádiz Club de Fútbol
En la temporada 17/18 firmó como jugador libre con el Cádiz Club de Fútbol, en segunda división esa temporada. En su primer año jugó un total de 44 partidos anotó 4 goles y repartiendo 2 asistencias. En la temporada 18/19, renovó su contrato con el Cádiz hasta 2022. Terminó esa temporada jugando 51 partidos, marcando 6 goles (tercer máximo goleador del equipo) y siendo su máximo asistente con 6 asistencias. En 19/20, logró el ascenso a primera división con el combinado cadista y se convierte en jugador franquicia del club.

## Estadísticas

### Clubes
Actualizado al último partido jugado el 22 de mayo de 2022.
| Club | Temporada     | Div.          | Liga  | Liga  | Liga   | Copas (1) | Copas (1) | Copas (1) | Internacional (2) | Internacional (2) | Internacional (2) | Total | Total | Total  |
| Club | Temporada     | Div.          | Part. | Goles | Asist. | Part.     | Goles     | Asist.    | Part.             | Goles             | Asist.            | Part. | Goles | Asist. |
| --- | ------------- | ------------- | ----- | ----- | ------ | --------- | --------- | --------- | ----------------- | ----------------- | ----------------- | ----- | ----- | ------ |
| Real Madrid Castilla C. F. · España | 2010-11       | 2.ª B         | 30    | 2     | —      | 2         | —         | —         | Inaccesibles      | Inaccesibles      | Inaccesibles      | 32    | 2     | 0      |
| Real Madrid C. F. · España | 2010-11       | 1.ª           | 1     | —     | —      | —         | —         | —         | —                 | —                 | —                 | 1     | 0     | 0      |
| Real Madrid Castilla C. F. · España | 2011-12       | 2.ª B         | 31    | 1     | 2      | 4         | —         | —         | Inaccesibles      | Inaccesibles      | Inaccesibles      | 35    | 1     | 2      |
| Real Madrid Castilla C. F. · España | 2012-13       | 2.ª           | 32    | 3     | 4      | —         | —         | —         | Inaccesibles      | Inaccesibles      | Inaccesibles      | 32    | 3     | 4      |
| Real Madrid Castilla C. F. · España | Total club    | Total club    | 93    | 6     | 6      | 6         | 0         | 0         | 0                 | 0                 | 0                 | 99    | 6     | 6      |
| Real Madrid C. F. · España | 2012-13       | 1.ª           | —     | —     | —      | 1         | —         | —         | —                 | —                 | —                 | 1     | 0     | 0      |
| R. C. D. Espanyol · España | 2013-14       | 1.ª           | 24    | —     | 1      | 6         | —         | —         | —                 | —                 | —                 | 30    | 0     | 1      |
| R. C. D. Espanyol · España | 2014-15       | 1.ª           | 5     | —     | —      | 2         | —         | —         | —                 | —                 | —                 | 7     | 0     | 0      |
| R. C. D. Espanyol · España | Total club    | Total club    | 29    | 0     | 1      | 8         | 0         | 0         | 0                 | 0                 | 0                 | 37    | 0     | 1      |
| H. N. K. Rijeka · Croacia | 2014-15       | 1.ª           | 9     | 2     | 1      | 2         | —         | —         | —                 | —                 | —                 | 11    | 2     | 1      |
| Reading F. C. Inglaterra | 2015-16       | 2.ª           | 8     | —     | —      | 2         | 1         | —         | —                 | —                 | —                 | 10    | 1     | 0      |
| Elche C. F. · España | 2016-17       | 2.ª           | 34    | 3     | —      | 2         | —         | —         | —                 | —                 | —                 | 36    | 3     | 0      |
| Cádiz C. F. · España | 2017-18       | 2.ª           | 37    | 3     | 2      | 5         | 1         | —         | —                 | —                 | —                 | 42    | 4     | 2      |
| Cádiz C. F. · España | 2018-19       | 2.ª           | 40    | 6     | 6      | 3         | —         | —         | —                 | —                 | —                 | 43    | 6     | 6      |
| Cádiz C. F. · España | 2019-20       | 2.ª           | 41    | 13    | 4      | 1         | —         | —         | —                 | —                 | —                 | 42    | 13    | 4      |
| Cádiz C. F. · España | 2020-21       | 1.ª           | 25    | 4     | 1      | 1         | —         | —         | —                 | —                 | —                 | 26    | 4     | 1      |
| Cádiz C. F. · España | 2021-22       | 1.ª           | 32    | 3     | 2      | 3         | —         | —         | —                 | —                 | —                 | 35    | 3     | 2      |
| Cádiz C. F. · España | Total club    | Total club    | 149   | 28    | 13     | 10        | 1         | 0         | 0                 | 0                 | 0                 | 159   | 29    | 15     |
| Total carrera | Total carrera | Total carrera | 323   | 39    | 21     | 31        | 2         | 0         | 0                 | 0                 | 0                 | 354   | 41    | 23     |
| (1) Incluye datos de la Copa del Rey / Supercopa (2010-Act.); H. N. Kup (2014-15); League Cup / F. A. Cup (2015-Act). En caso de equipo filial son partidos de play-off (2010-13). (2) Incluye datos de la UEFA Champions League (2010-13) / UEFA Europa League (2013-15) / UEFA Intertoto Cup (2013-14). (3) No incluye goles en partidos amistosos. (Datos de asistencias incompletos). |               |               |       |       |        |           |           |           |                   |                   |                   |       |       |        |

### Selecciones
| Selección       | Temporada     | Europeo | Europeo | Mundial | Mundial | Amistosos | Amistosos | Total | Total |
| Selección       | Temporada     | Part.   | Goles   | Part.   | Goles   | Part.     | Goles     | Part. | Goles |
| --------------- | ------------- | ------- | ------- | ------- | ------- | --------- | --------- | ----- | ----- |
| Sub-17 · España | 2008-09       | 9       | 1       | 0       | 0       | 5         | 1         | 14    | 2     |
| Sub-17 · España | Total         | 9       | 1       | 0       | 0       | 5         | 1         | 14    | 2     |
| Sub-18 · España | 2009-10       | -       | -       | -       | -       | 2         | 0         | 2     | 0     |
| Sub-18 · España | Total         | -       | -       | -       | -       | 2         | 0         | 2     | 0     |
| Sub-19 · España | 2010-11       | 8       | 0       | -       | -       | 3         | 1         | 11    | 1     |
| Sub-19 · España | Total         | 8       | 0       | -       | -       | 3         | 1         | 11    | 1     |
| Sub-20 · España | 2011-12       | -       | -       | 0       | 0       | 1         | 0         | 1     | 0     |
| Sub-20 · España | Total         | -       | -       | 0       | 0       | 1         | 0         | 1     | 0     |
| Total carrera   | Total carrera | 17      | 1       | 0       | 0       | 11        | 2         | 28    | 3     |

## Palmarés

### Campeonatos nacionales
| Título                    | Club                          | País   | Año  |
| ------------------------- | ----------------------------- | ------ | ---- |
| División de Honor Juvenil | Real Madrid C. F. Juvenil "A" | España | 2010 |
| Copa de Campeones Juvenil | Real Madrid C. F. Juvenil "A" | España | 2010 |
| Segunda División "B"      | Real Madrid Castilla C. F.    | España | 2012 |

### Campeonatos internacionales
| Título         | Equipo | País    | Año  |
| -------------- | ------ | ------- | ---- |
| Europeo Sub-19 | España | Rumania | 2011 |

### Distinciones individuales
| Distinción                         | Año              |
| ---------------------------------- | ---------------- |
| Balón de Oro de la Eurocopa Sub-19 | 2011             |
| Once de Bronce del Fútbol Draft    | 2011, 2012, 2013 |

## Vida personal
El hermano mayor de Álex, Nacho Fernández, es también futbolista. Jugaba en la posición de defensa, en el Real Madrid, siendo formado igual que su hermano en las categorías inferiores haciendo su debut en el mismo partido.